# Улица Кюйтри
Улица Кюйтри (эст. Küütri tänav — Мясниковская улица) — улица в исторической части Тарту, от улицы Компаний до улицы Юликооли.

## История
С 1932 года была частью улицы Густава Адольфа. В советское время — улица Кингисеппа.
Современное название в честь мясников среднего возраста: на нижне-немецком языке Kuter есть мясник. Название известно по крайней мере с 1553 года, в протоколах — Kuterstrasse. В эстонском языке küüt — гуж (часть упряжи).